# David Sánchez Heredia
David Sánchez Heredia (Sucre, Bolivia; 25 de diciembre de 1966) es un político y docente boliviano. Fue el primer prefecto electo en comicios del departamento de Chuquisaca y también desempeñó el cargo de senador en la Asamblea Legislativa Plurinacional de Bolivia representando a Chuquisaca en la legislatura 2010-2015; durante el segundo Gobierno del presidente Evo Morales Ayma.

## Biografía
David Sánchez nació en Bolivia, en la ciudad de Sucre, departamento de Chuquisaca, el 25 de diciembre de 1966. Se tituló como Licenciado en economía y finanzas en la Universidad San Francisco Xavier. Se desempeñó como docente de la Universidad Mayor de San Simón y de la Universidad San Francisco Xavier. Fue gerente de telecomunicaciones de Multivisión y Entel.  
Fue el primer prefecto electo del departamento de Chuquisaca del 22 de enero de 2006 hasta su renuncia el 17 de diciembre de 2007.
En 2010 fue electo senador de Bolivia por el Movimiento al Socialismo representando al Departamento de Chuquisaca en la Asamblea Legislativa Plurinacional de Bolivia.
El 19 de febrero de 2015, el ministro de economía Luis Arce Catacora, posesionó a David Sánchez como el director general ejecutivo de la Administración de Servicios Portuarios - Bolivia (ASP-B).